# Келети, Агнеш
А́гнеш Ке́лети (венг. Keleti Ágnes, урождённая Клайн; 9 января 1921[…], Будапешт, Королевство Венгрия[…] — 2 января 2025, Будапешт[…]) — венгерская гимнастка, пятикратная олимпийская чемпионка (1952, 1956), чемпионка мира (1954, брусья), чемпионка Венгрии (1947—1954) по спортивной гимнастике. Прожила дольше всех олимпийских чемпионов в истории — почти 104 года.

## Биография
По национальности еврейка. Начала заниматься гимнастикой в 4 года, а в 16 лет завоевала свой первый национальный титул.
Из-за начала Второй мировой войны летние Олимпийские игры 1940 года были отменены и Келети временно прекратила тренировки. Она пережила Холокост, выдавая себя за христианку и, скрываясь в деревне под поддельными документами, в 1944 году вышла замуж за гимнаста Иштвана Шаркана (позже выступала под этой фамилией — венг. Ágnes Sárkány); в 1950 году они развелись. Её отец погиб в Освенциме, мать и сестра скрывались и были спасены Раулем Валенбергом.
После войны Келети проходила квалификацию для участия в Олимпийских играх 1948 (пропустила из-за травмы), 1952 и 1956 годов.
После XVI Олимпийских игр в Мельбурне (ноябрь—декабрь 1956 года) Келети, воспользовавшись возможностью, получила политическое убежище в связи с введением в Венгрию войск Советского Союза и решила остаться жить в Австралии вместе с другими 44 венгерскими атлетами, решившими не возвращаться в Венгрию после Венгерского восстания 1956 года.

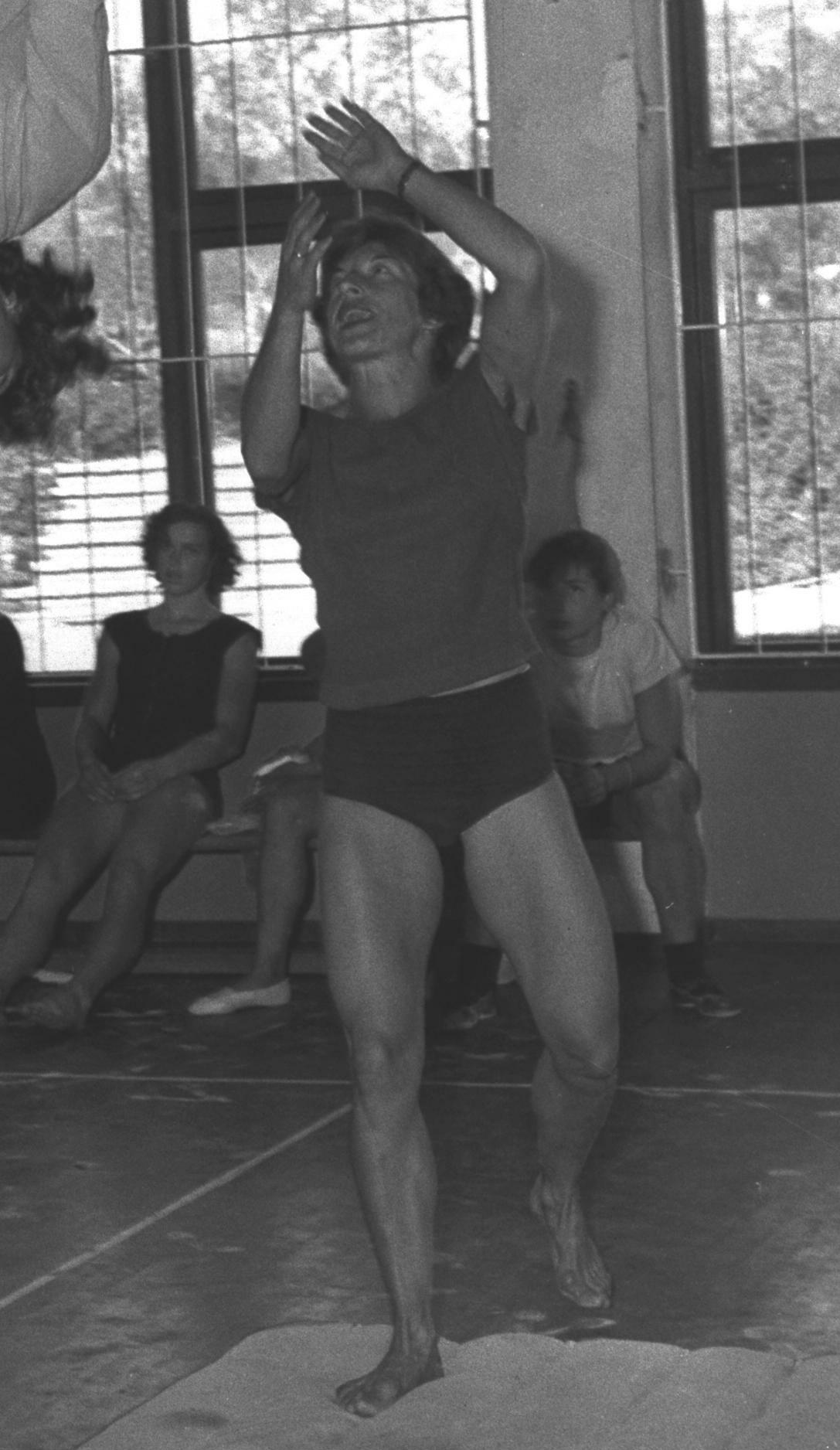
1960 год

В 1957 году репатриировалась в Израиль, куда из Венгрии также переехали её мать и сестра. В этом же году в составе израильской команды приняла участие в Маккабиаде. В Израиле работала инструктором по физическому воспитанию в Тель-Авивском университете, потом на протяжении 34 лет в Институте имени Вингейта в Нетании вместе с ровесницей и абсолютной олимпийской чемпионкой Марией Гороховской. В 1959 году вышла замуж за учителя физкультуры Роберта Биро, также иммигрировавшего из Венгрии; в этом браке родилось двое детей.
В 2002 году имя Агнеш Келети было включено в списки Международного зала славы гимнастики (Оклахома-Сити, США).
В 2015 году вернулась в родной Будапешт после 58 лет жизни в Израиле.
14 февраля 2017 года Агнеш Келети присуждена Государственная премия Израиля в области физической культуры и спорта.

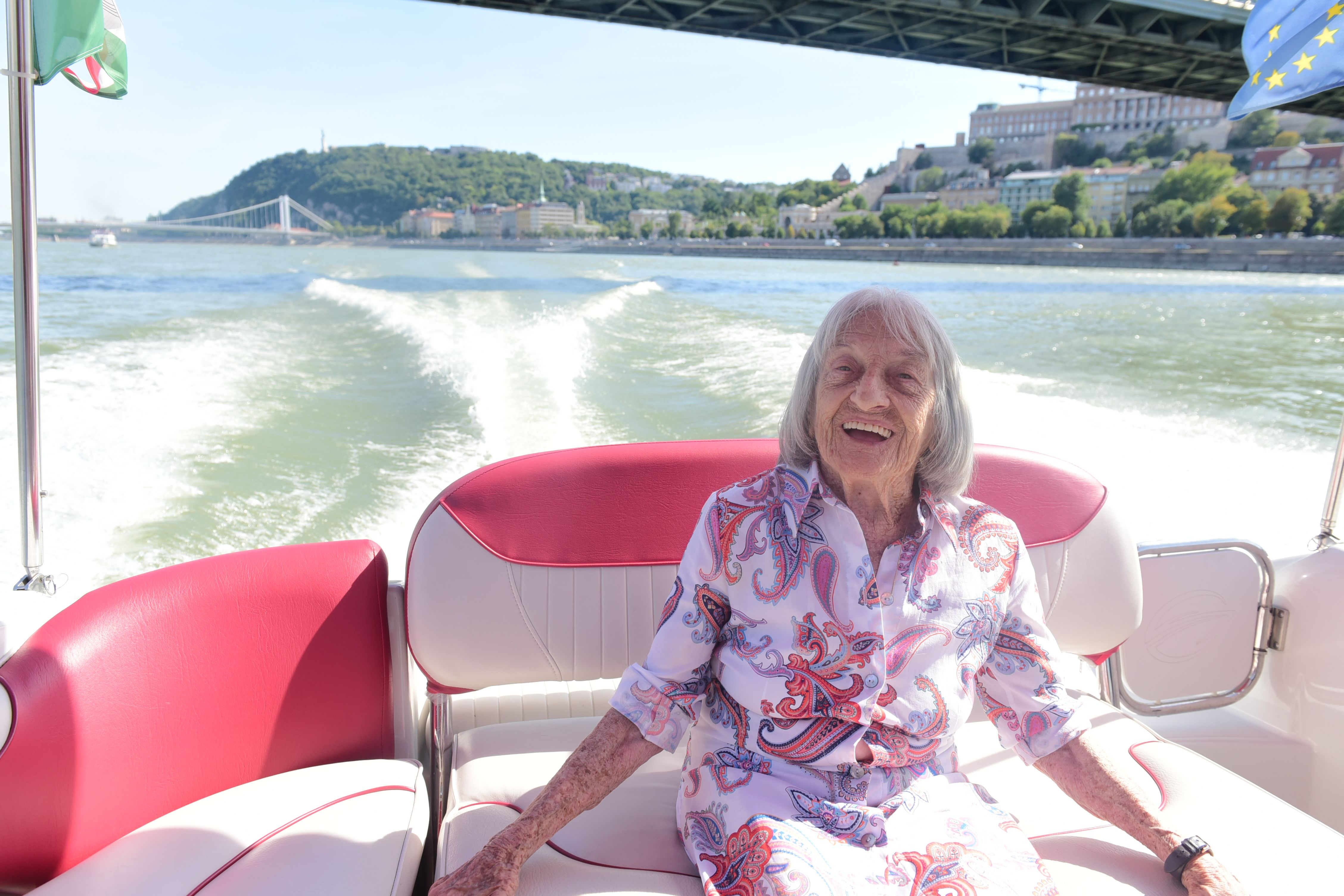
2020 год

С апреля 2019 года по 2 января 2025 года после смерти финки Лидии Видеман Келети являлась старейшей живущей олимпийской чемпионкой и олимпийским призёром (среди мужчин и женщин). Старейшая в истории спортсменка, выигравшая более одной медали на Олимпийских играх.
8 июля 2022 года установила рекорд по продолжительности жизни для женщин, выигравших олимпийское золото — 101 год и 180 дней.
17 марта 2023 года стала старейшей в истории женщиной-призёром Олимпийских игр — 102 года и 67 дней.
8 сентября 2023 года стала старейшей олимпийской чемпионкой в истории, опередив по возрасту соотечественника Шандора Тарича — 102 года и 242 дня.
Келети умерла 2 января 2025 года в Будапеште в возрасте 103 лет, за неделю до своего 104-го дня рождения.